# Tolzó
Tolzó fou un poble, més tard un grup de bordes del terme municipal de Soriguera, a la comarca del Pallars Sobirà. Pertanyia a l'antic municipi d'Estac. Actualment és un despoblat, amb part de les edificacions en ruïnes.
Està situat en el sector més occidental del terme, a la dreta de la Noguera Pallaresa i prop del límit amb el terme municipal de Baix Pallars, al nord de la Serra de la Bona Mossa, en el vessant oriental de la Coma de Tor.

## Etimologia
Joan Coromines relaciona Tolzó amb Toluges i altres topònims afins. Es tracta d'un Toloso cèltic, d'origen, per tant, indoeuropeu, amb afinitats amb diverses arrels gregues com les que donen Tolba, Tolosa, Toló i, potser, fins i tot Toledo, segons l'eminent filòleg.